# Pachymelus beharensis
Pachymelus beharensis är en biart som beskrevs av Raymond Benoist 1962. Pachymelus beharensis ingår i släktet Pachymelus och familjen långtungebin. Inga underarter finns listade i Catalogue of Life.